# アイルランド国鉄8500系電車

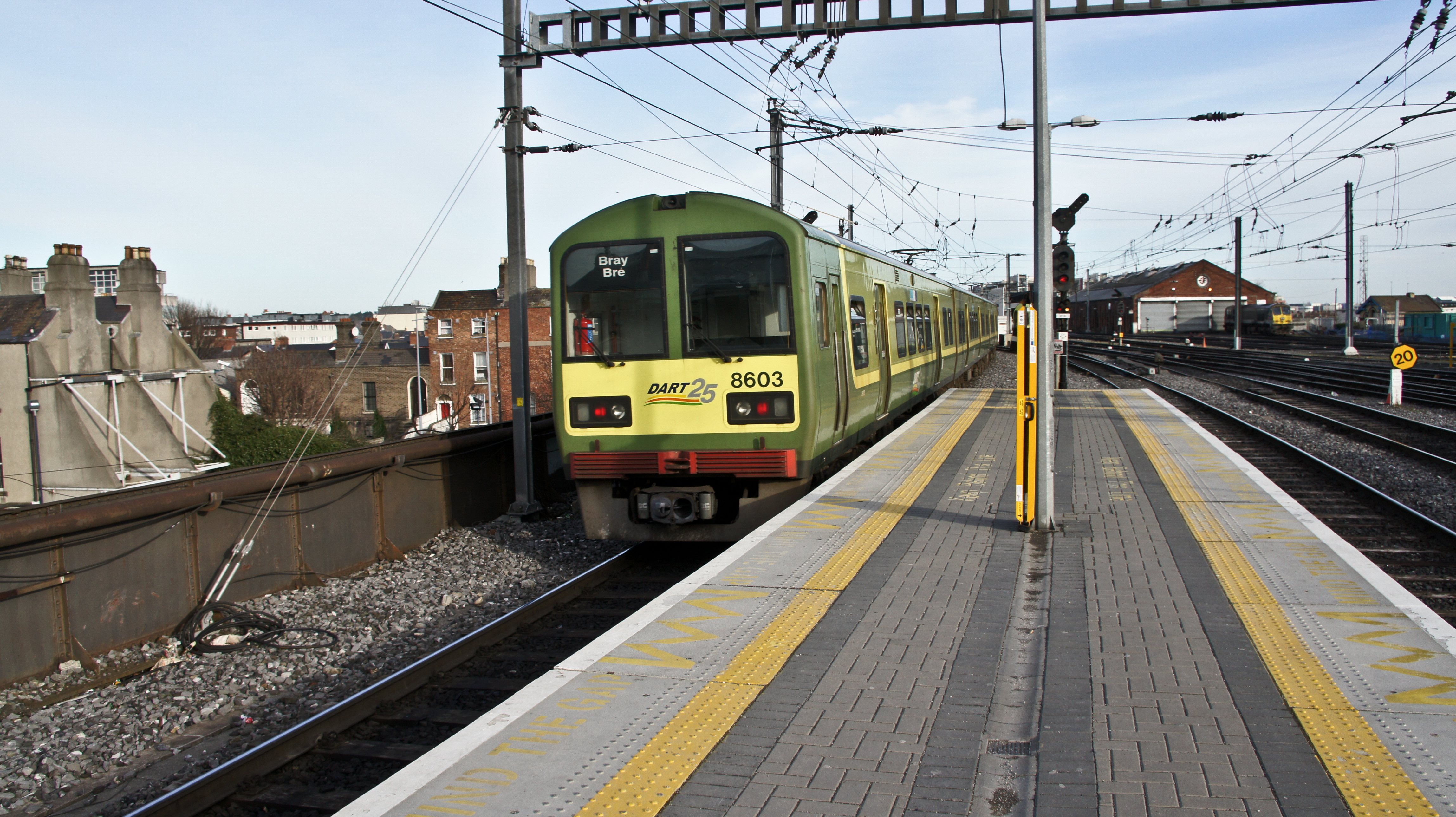
ダブリン・コノリー駅に停車する8500系電車

アイルランド国鉄8500系電車（アイルランドこくてつ8500けいでんしゃ）は、アイルランド国鉄（Iarnród Éireann）が所有する電車。2000年から営業運転を開始した。製造は日本の東急車輛製造（現：総合車両製作所）が手掛けており、初めてヨーロッパへ輸出された日本企業製の電車となった。
この項目では、増備車である8510系電車、8520系電車についても解説する。

## 導入までの経緯
1983年以降、アイルランド国鉄はアイルランドの首都・ダブリン中心部と周辺の都市を結ぶ鉄道路線を電化し、電車を用いた通勤・近郊列車"DART（Dublin Area Rapid Transit）"の運行を行っている。営業開始に合わせて西ドイツ（現：ドイツ）のリンケ＝ホフマンによって製造された8100系電車（4両編成）が80両導入され、1999年にもGECアルストム製の8200系電車（2両編成）10両が増備されたが、電化区間の延長やアイルランドの好景気による乗客急増に合わせ、東急車輛製造へ向けて新たな電車の発注を行った。これが8500系電車である。

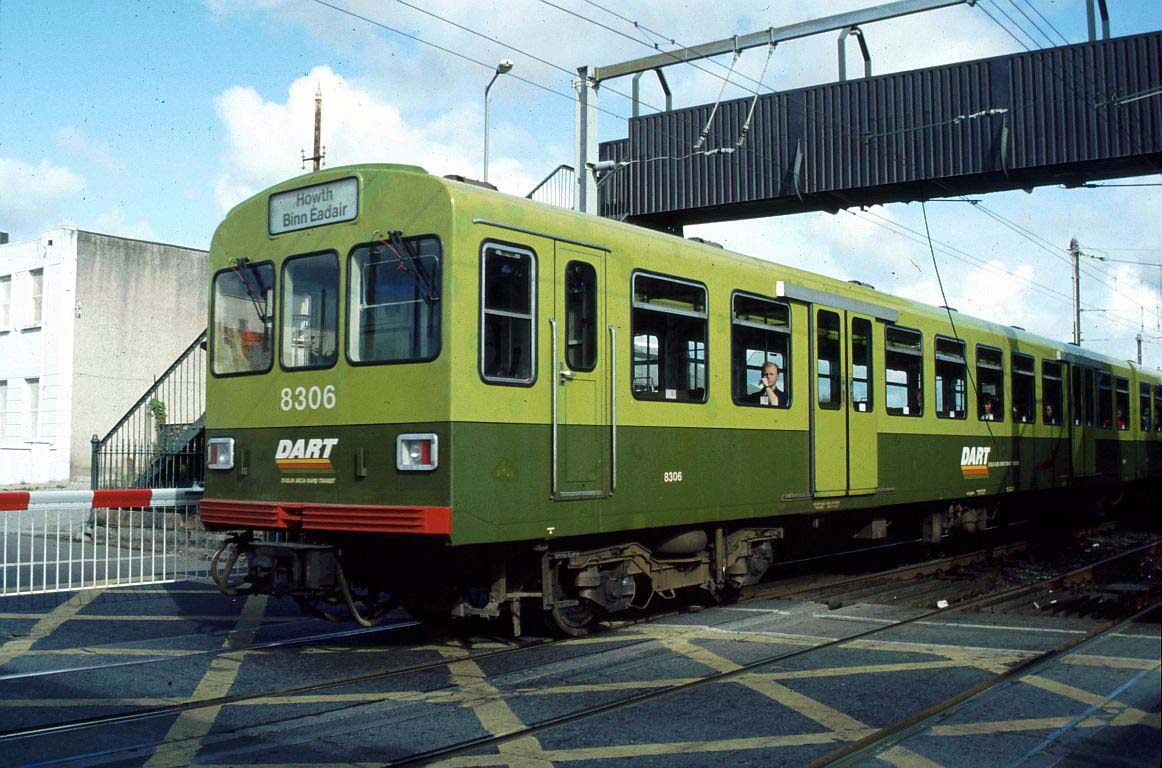
リンケ＝ホフマン製の8100系電車（登場時）
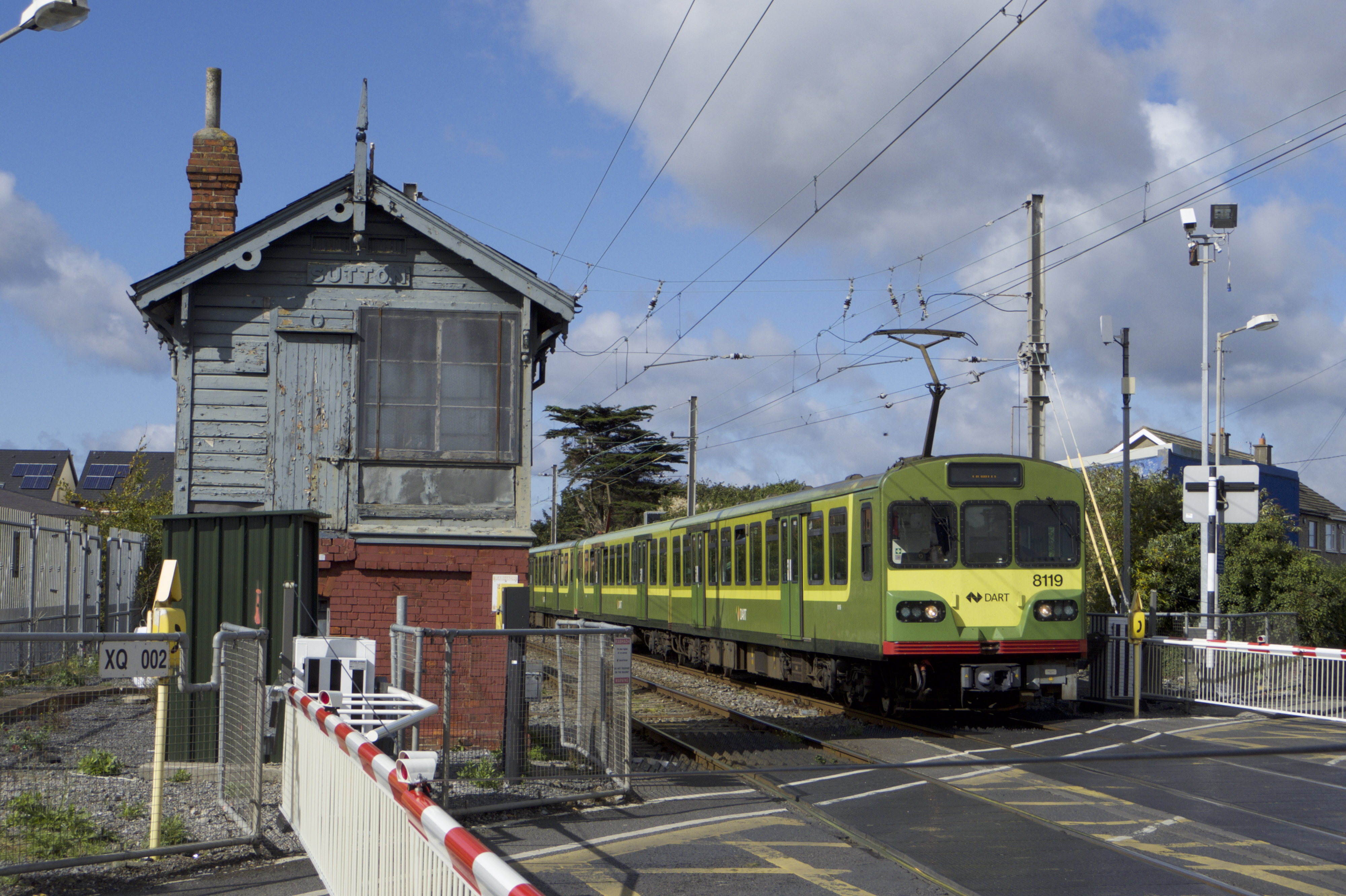
リニューアル工事を受けた8100系は形式名を8300系と改めている
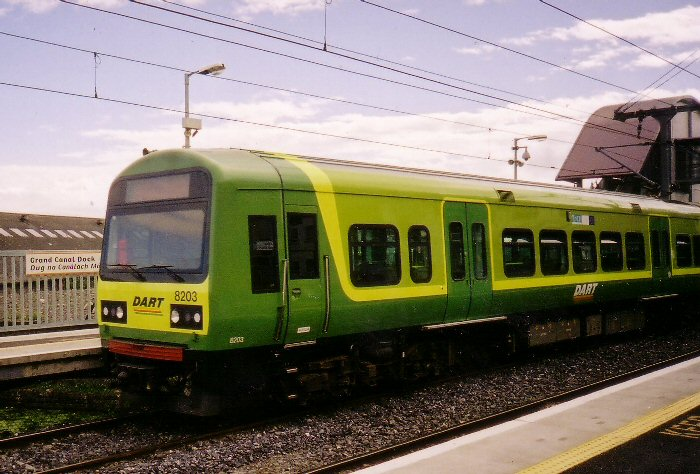
GECアルストム製の8200系電車

2000年12月に最初の編成が完成した8500系が営業運転で高い信頼性や好評を得た事で、翌2001年には増備車である8510系が、2003年から2004年には冷房装置の搭載など仕様変更を行った8520系が追加投入されている。

## 8500系
車体はJR東日本E217系電車を設計のベースとする軽量ステンレス車体を採用しており、アイルランド国鉄初のステンレス車両となった。ただし国鉄側からの要望に基づき、連結面以外は全て塗装が施されている。また日本国内向けの車両とは異なり、UICやBS規格などヨーロッパの鉄道規格に適合させるべく構体強度が増している他、衝突事故に備え車体の各部にクラッシャブルゾーンが設置されている。
座席配置は座席配置は2人掛け×2の固定式クロスシート（ボックスシート）で、乗降扉に座席を設置しない空間を設置する事でラッシュ時の立席定員の増加を図っている。また先頭車の車端部には車椅子スペースが設置されている他、車内にはLED式の旅客情報案内装置が設けられている。夏場でも最高気温が20℃のアイルランドの気候に合わせ、冷房は設置されていない。
制御方式として2レベル制御のIGBTによるVVVFインバータ方式を採用しているが、インバータからのノイズによる軌道回路への影響がないよう対策が行われている。パンタグラフは空気上昇式のシングルアームパンタグラフを用い、主電動機の出力は135kwである。
保安装置としてATP（自動運転制御装置）、列車無線、乗務員無線の他、列車情報を連続的に記録するモニター装置が備わっており、記録されたデータは外部から確認する事が可能である。

## 8510系
2001年に製造・導入された増備車。アイルランド国鉄からの要望で車内の監視システムの設置が求められ、車内の監視カメラで撮影された画像の常時記録、運転台のコンソールでの任意の画像選択、非常通報装置の信号を受けた際に当該車両の画像を表示する機能などを備わったCCTV（Closed Circuit Tele-Vision）システムを協力会社との共同で開発、搭載された。この構造は後述の8520系にも導入されたが、電子透かしの導入によるセキュリティの向上やシステムの簡素化などの改良が図られている。

## 8520系
2003年から2004年にかけて製造された、東急車輛製造製のアイルランド向け電車としては3次車にあたる形式。それまでDARTに導入されていた電車は8500系・8510系も含めてアイルランドの気候に合わせて冷房を搭載しておらず暖房装置のみが設置されていたが、地球温暖化による平均気温の上昇により、アイルランドの電車として初めて冷房機能付きの大型空調装置が屋根上に2台、運転台上部にも小型空調装置が搭載された。それに伴い、車両限界に合わせるため8500系・8510系よりも屋根全体の高さが低くなっている他、側窓も全て固定式に変更されている。また車内には緊急脱出時に窓ガラスを割ることができる非常用のハンマーが設置されている。
座席の製造企業を8500系・8510系から変更した事により車内のシートピッチも変わり、それまでより50mm広い1,650mmとなった。バリアフリー対策も強化され、視覚障害者への注意喚起や夜間のホームと乗降扉間の隙間・段差の明示を目的としたステップライトが客室側乗降扉客席側に追加されている。

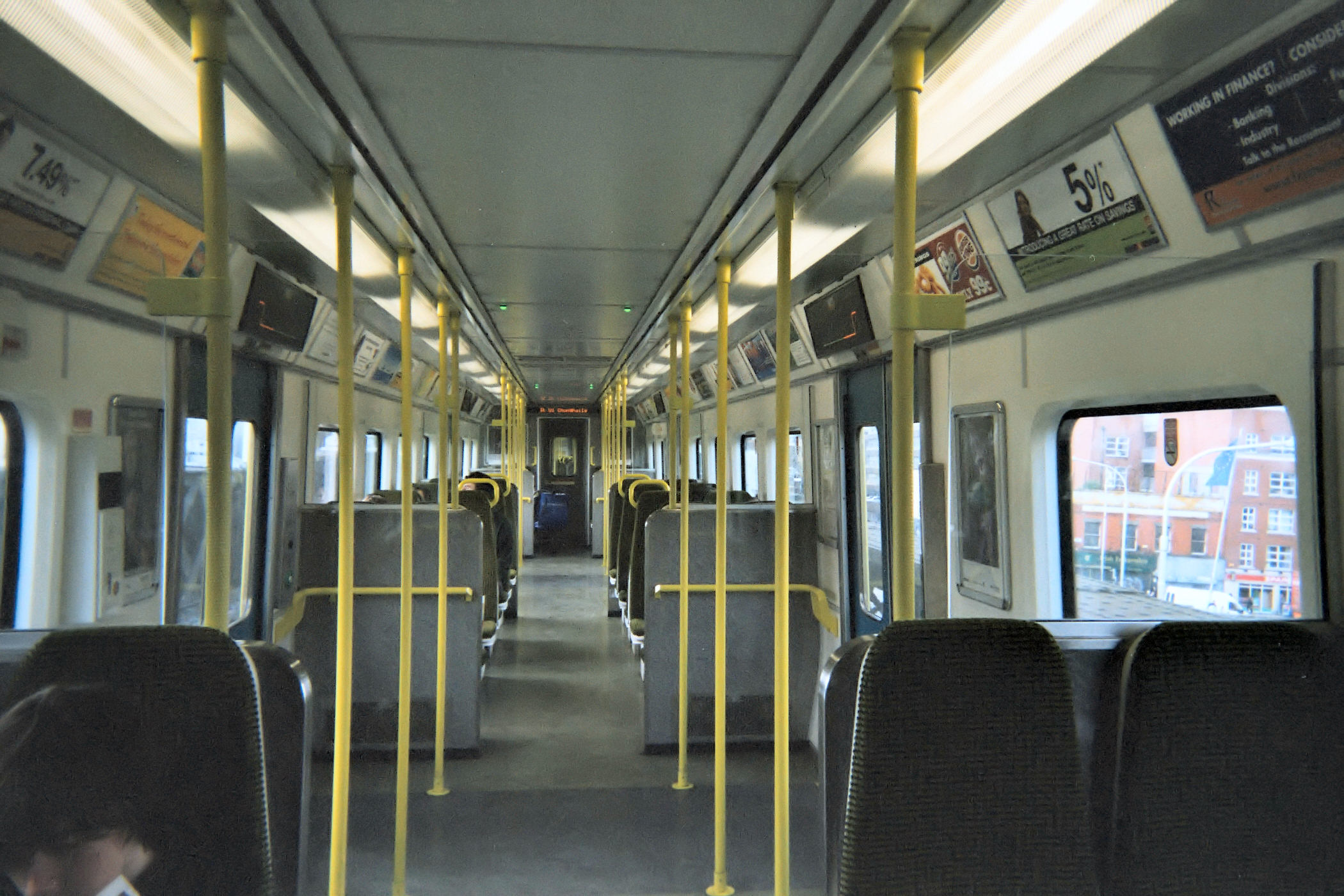
車内の様子
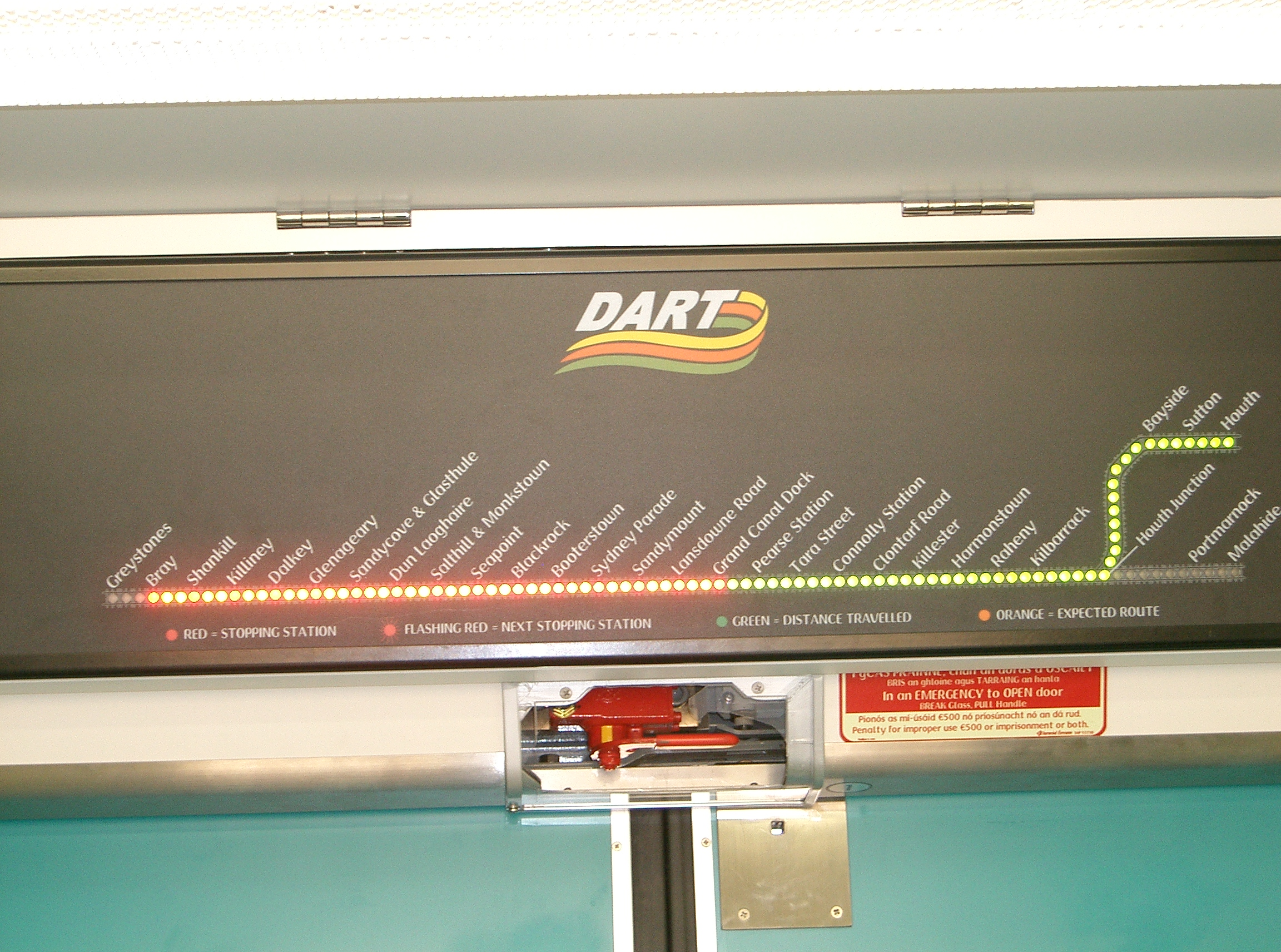
LED式ルートマップ
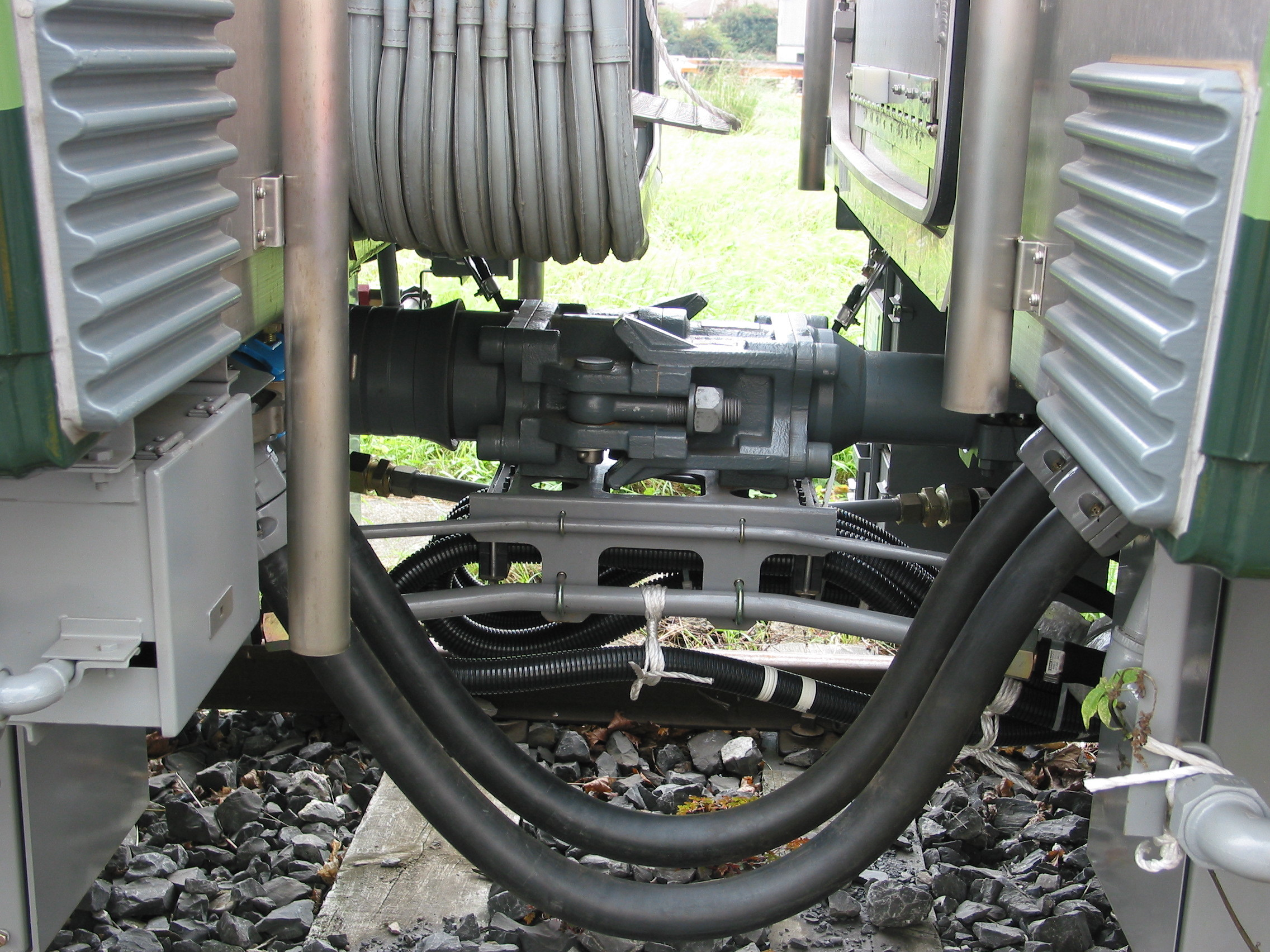
連結面は無塗装である
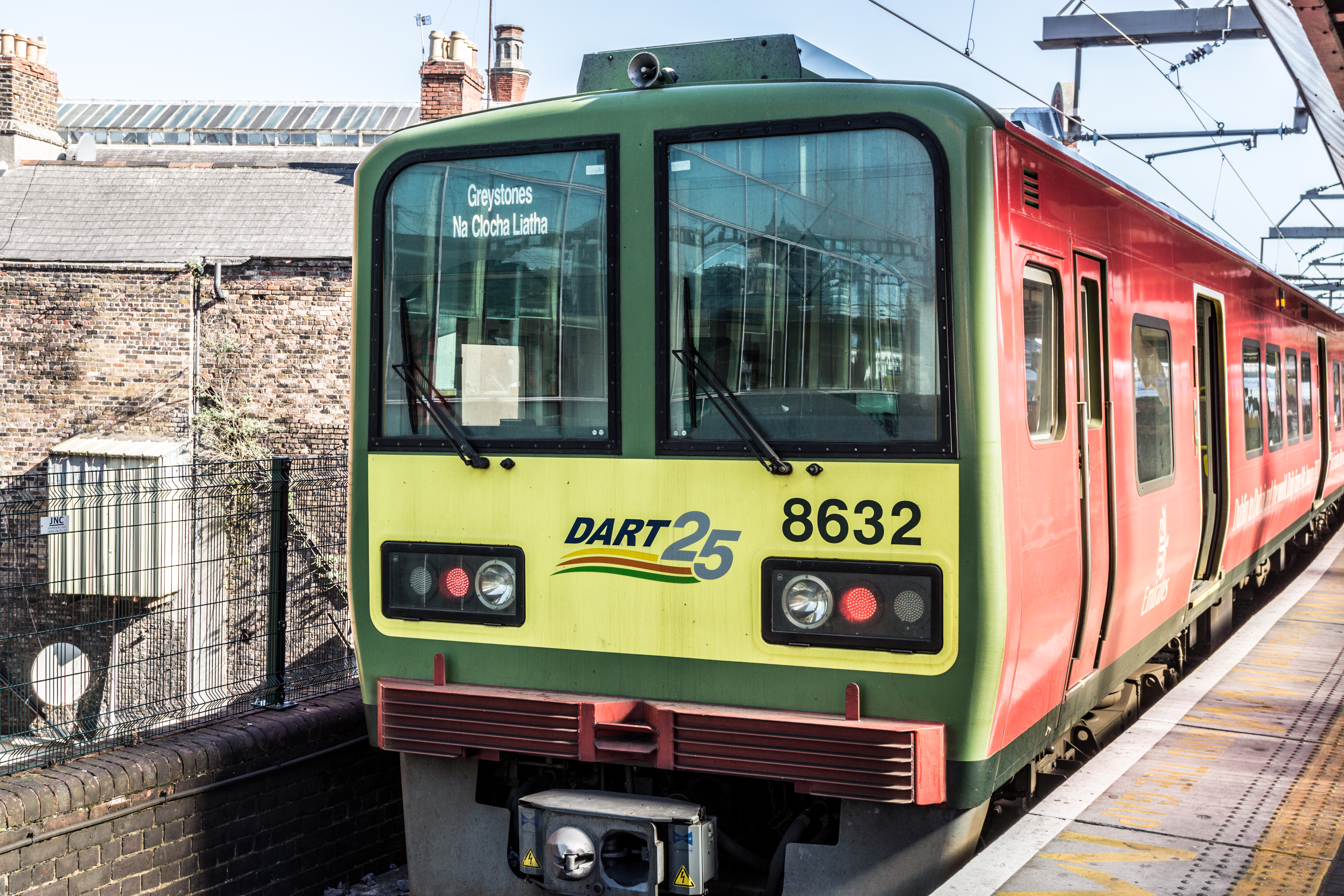
広告塗装が施された8520系

## 運用
2000年の8500系導入以降DARTのブランド名を冠した電化区間の全線で使用されており、4両編成、もしくは編成を2本繋げた8両編成で運行される。東急車輛製造製のこれらの電車はアイルランド国鉄側から高い信頼性を得ており、導入から10年以上が経った2017年の段階でも他の欧州メーカー製車両と比べて4倍以上の信頼度が報告されている。
なお、10本40両が導入された8520系については事故による廃車に伴い2019年現在8本32両のみが在籍している。

## 参考資料
- 小岩邦彦、川端俊夫、岩崎昌憲「アイルランド国鉄向け気動車および電車」『R&M : Rolling stock & machinery』、日本鉄道車両機械技術協会、2000年8月、60-64頁、ISSN 0919-6471。

- 「製品紹介 アイルランド国鉄8520系電車」『東急車輛技報 第54号』2004年12月、36-41頁、2019年4月23日閲覧。

- 「ステンレス車両技術の系譜－PioneerZephyrからsustinaまで－」『総合車両製作所技報 第6号』2017年12月、8-21頁、2019年4月23日閲覧。